# Jisr al-Shughur (nahija)
Nahija Jisr al-Shughur (ar. ناحية جسر الشغور‎) je nahija u okrugu Jisr al-Shughur, u sirijskoj pokrajini Idlib. Po popisu iz 2004. (prije rata), nahija je imala 89.028 stanovnika. Administrativno sjedište je u naselju Jisr al-Shughur.